# Internacia Seminario

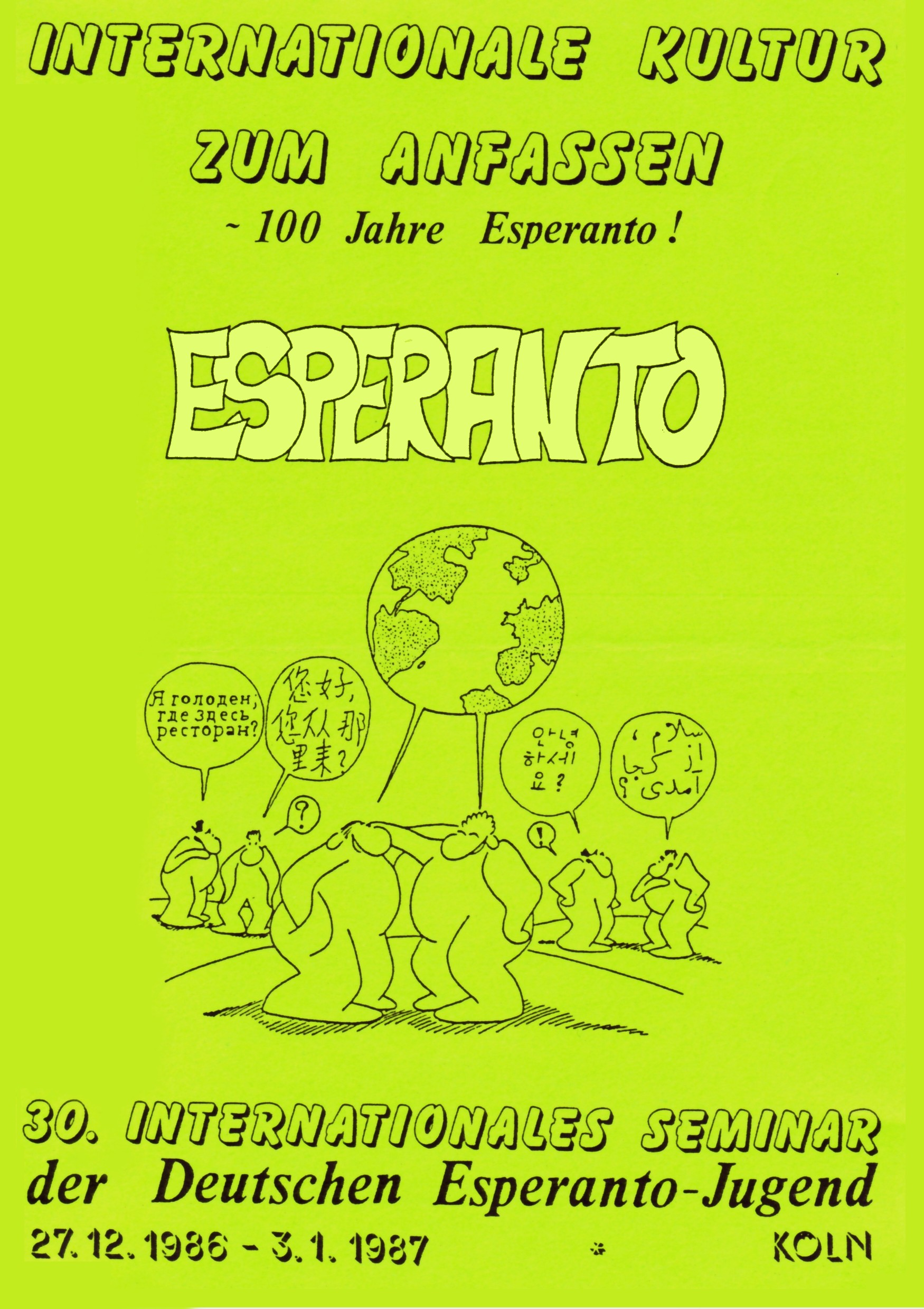

Internacia Seminario (IS) (=Nemzetközi Szeminárium ) 2009-ig egy  újévi Nemzetközi Ifjúsági Eszperantó Találkozó volt, amelyet a Német Eszperantó Ifjúság (GEJ) szervezett minden év végén, mindig más német városban, december 27. és január 3. között. Az első IS-t Richard Reuchlin és Uwe Joachim Moritz szervezte. A 2009/2010-es évforduló óta az Ago-Semajno (AS)   és az Internacia Seminario (IS) együtt, Ifjúsági E-Hét néven működik tovább.

## Tevékenysége
A Nemzetközi Szeminárium programja a kerettémájú előadások és vitacsoportok alakítása mellett előadásokat, kirándulásokat, koncerteket és egyéb szórakoztató programokat is kínált (például a gufujo teabár). Az IS kiemelt eseménye mindig a szilveszteri bál volt táncversennyel. Külön kiemelendő a 10. münsteri IS, amikor 10 professzor tartott előadást.

## Szemináriumok
- 1a IS 1957/58 Mainz – "Kulturaj, politikaj kaj ekonomiaj demandoj de la unuiĝo de Eŭropo"
- 2a IS 1958/59 Bottrop – "Unuiĝintaj Nacioj"
- 3a IS 1959/60 Limburg (Lahn) – "Afrikaj kaj aziaj problemoj"
- 4a IS 1960/61 Hatten|Hatten-Sandkrug (ĉe Oldenburg) – "Sudamerikaj problemoj"
- 5a IS 1961/62 Köln – "Usono kaj Sovetunio – ĉu eblas kunekzisto de la du kontraŭaj socisistemoj"
- 6a IS 1962/63 Rüsselsheim – "Ĉu naciismon sekvos internaciismo?"
- 7a IS 1963/64 München – "Kulturo - ĉu ankoraŭ unueco en vario?"
- 8a IS 1964/65 Nürnberg – "Ideologio kaj ŝtato - reciproka influo, realaĵo kaj mitoj"
- 9a IS 1965/66 Hamburg – "Li kaj ŝi - junaj homoj en la moderna mondo"
- 10a IS 1966/67 Münster – "La mondkoncepto de la modernaj natursciencoj"
- 11a IS 1967/68 Würzburg – "Religioj kaj filozofio en la 20-a jarcento"
- 12a IS 1968/69 Köln-Deutz – "Sociologiaj aspektoj de l'nuntempo"
- 13a IS 1969/70 Marburg/Lahn – "Tendencoj en la literaturo de nia epoko"
- 14a IS 1970/71 Ulm – La rolo de la specife mallonga filmo"
- 15a IS 1971/72 Hamburg – "Homo kaj tekniko"
- 16a IS 1972/73 Roßdorf (apud Darmstadt) – "La manipulata homo"
- 17a IS 1973/74 Zierenberg (ĉe Kassel) – "Realeco kaj utopio"
- 18a IS 1974/75 Paderborn - "Natursciencoj – ĉu nur por fakuloj?"
- 19a IS 1975/76 Cuxhaven-Berensch – "Ĝenerala lingvistiko"
- 20a IS 1976/77 Sensenstein (ĉe Kassel) – "Demandoj pri eŭropa unuiĝo"
- 21a IS 1977/78 Rotenburg (Fulda) – "Edukado – kun kiuj celoj"
- 22a IS 1978/79 Damme-Dümmerlohausen – "Homaj rajtoj – teorio kaj realeco"
- 23a IS 1979/80 Schwanberg (ĉe Kitzingen) – "Eŭropo kaj la Tria Mondo"
- 24a IS 1980/81 Sensenstein (ĉe Kassel) – "Alternativaj vivstiloj"
- 25a IS 1981/82 Sensenstein (ĉe Kassel) – "Paco en la 80-aj jaroj"
- 26a IS 1982/83 Oberwesel – "La tradicia familio en krizo"
- 27a IS 1983/84 Timmendorfer Strand-Niendorf (ĉe Kiel) – "La libera homo kaj 1984"
- 28a IS 1984/85 Wetzlar – "Japanio"
- 29a IS 1985/86 Eschwege – "Akvo – savinda kaj savenda"
- 30a IS 1986/87 Köln – "Internacia kulturo en praktiko – Esperanto 100-jara"
- 31a IS 1987/88 Hannover – "Sano"
- 32a IS 1988/89 Traben-Trarbach – "Religioj kaj ideologioj en Eŭropo"
- 33a IS 1989/90 Neumünster – "Sovetunio"
- 34a IS 1990/91 Finnentrop – "Mezeŭropo – kien vi iras?"
- 35a IS 1991/92 Cuxhaven – "Ameriko – ĉu 500 jaroj da civilizacio aŭ koloniismo?"
- 36a IS 1992/93 Bad Kleinen – "Lernado kaj edukado – taskoj por la 90-aj jaroj"
- 37a IS 1993/94 Neumünster – "Rilatoj inter ŝtatoj"
- 38a IS 1994/95 Tübingen – "Rubo"
- 39a IS 1995/96 Wetzlar – "Perforto"
- 40a IS 1996/97 Freiburg – "Regionoj – ĉu la veraj landoj?"
- 41a IS 1997/98 Traben-Trarbach – "Socio kaj komunikado"
- 42a IS 1998/99 Kassel – "Dependeco – faktoj, sekvoj, solvoj"
- 43a IS 1999/2000 Wetzlar – "Jarmilo finiĝas – kio estas malantaŭ ni?"
- 44a IS 2000/01 Cuxhaven – "Survoje al nova jarmilo – kio estas antaŭ ni?"
- 45a IS 2001/02 Rotenburg (Wümme) (ĉe Bremen) – "Eŭropa unuiĝo – idealoj kaj realoj"
- 46a IS 2002/03 Trier – "Ekstremismo – specoj, originoj, efikoj"
- 47a IS 2003/04 Naumburg – "Naturmedio - strukturo, ekspluato, protekto"
- 48a IS 2004/05 Wetzlar – "Kulturaj diversoj – problemoj kaj perspektivoj"
- 49a IS 2005/06 Xanten – "Religioj, kulturoj kaj vivfilozofioj"[2]
- 50a IS 2006/07 Wewelsburg (ĉe Paderborn) – "50 jaroj da IS – Ĉu ankoraŭ juna?"
- 51a IS 2007/08 Würzburg – "Popola Identeco"
- 52a IS 2008/09 Biedenkopf – "Katastrofoj"

## Fordítás
- Ez a szócikk részben vagy egészben  az   Internacia Seminario című eszperantó Wikipédia-szócikk ezen változatának fordításán alapul.  Az eredeti cikk szerkesztőit annak laptörténete sorolja fel. Ez a jelzés csupán a megfogalmazás eredetét és a szerzői jogokat jelzi, nem szolgál a cikkben szereplő információk forrásmegjelöléseként.